# Taínové

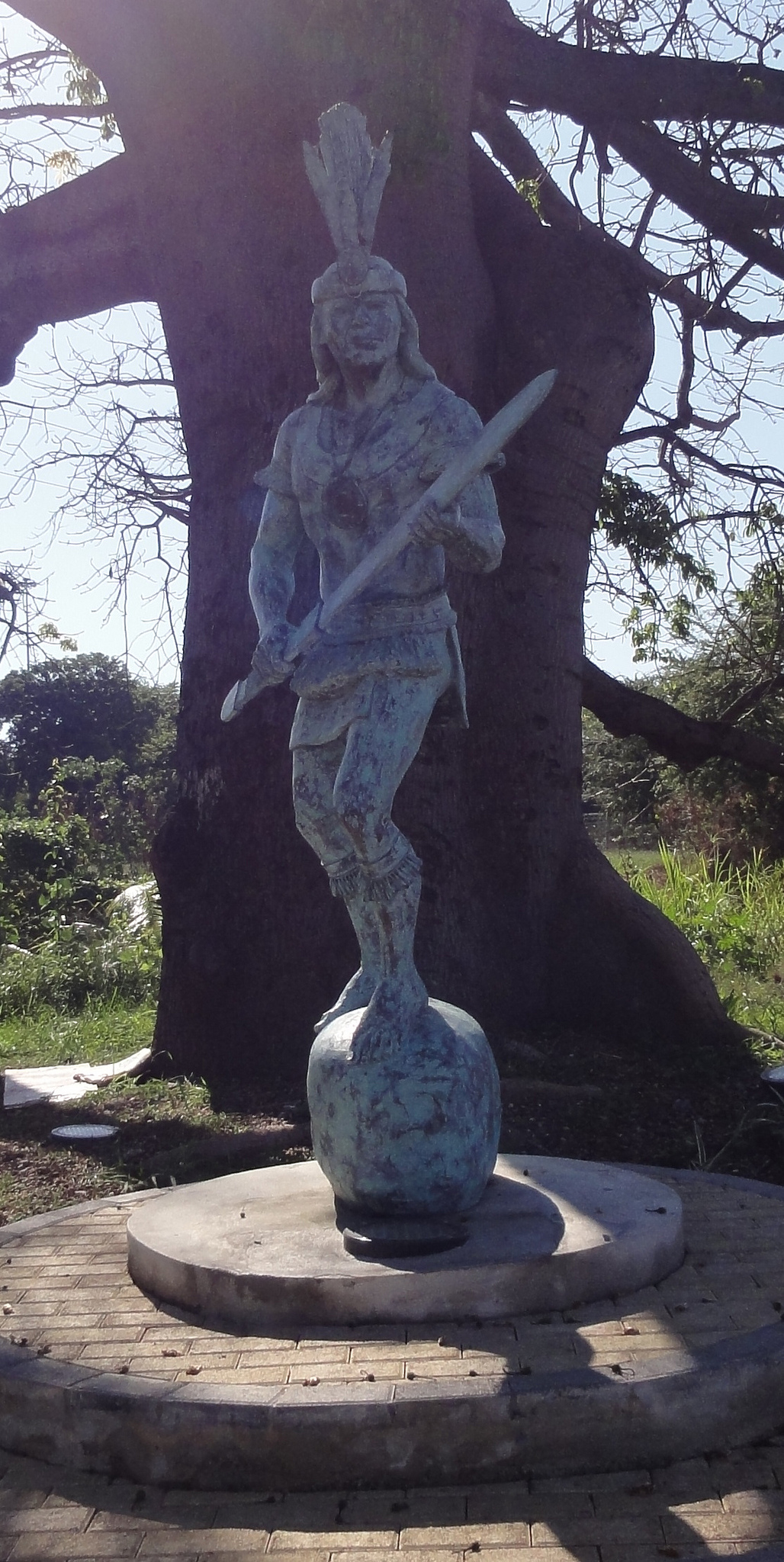
Agüeybaná II (1470–1511)

Taínové byla indiánská etnika, která obývala oblast Velkých a Malých Antil před příchodem Evropanů do této oblasti na počátku 16. století. V průběhu 16. a 17. stol. prakticky vymřeli, dílem byli přímo vyvražděni, dílem vymřeli na zavlečené nemoci a následkem otrocké práce na plantážích.[zdroj?]

## Pojmenování
Jejich jméno pochází od Španěla Diega Álvareze Chanca, který je převzal od samotných domorodců, když se účastnil druhé výpravy Kryštofa Kolumba. V překladu znamená patrně „Mírumilovní“ nebo „Laskaví“.

## Historický vývoj a rozšíření

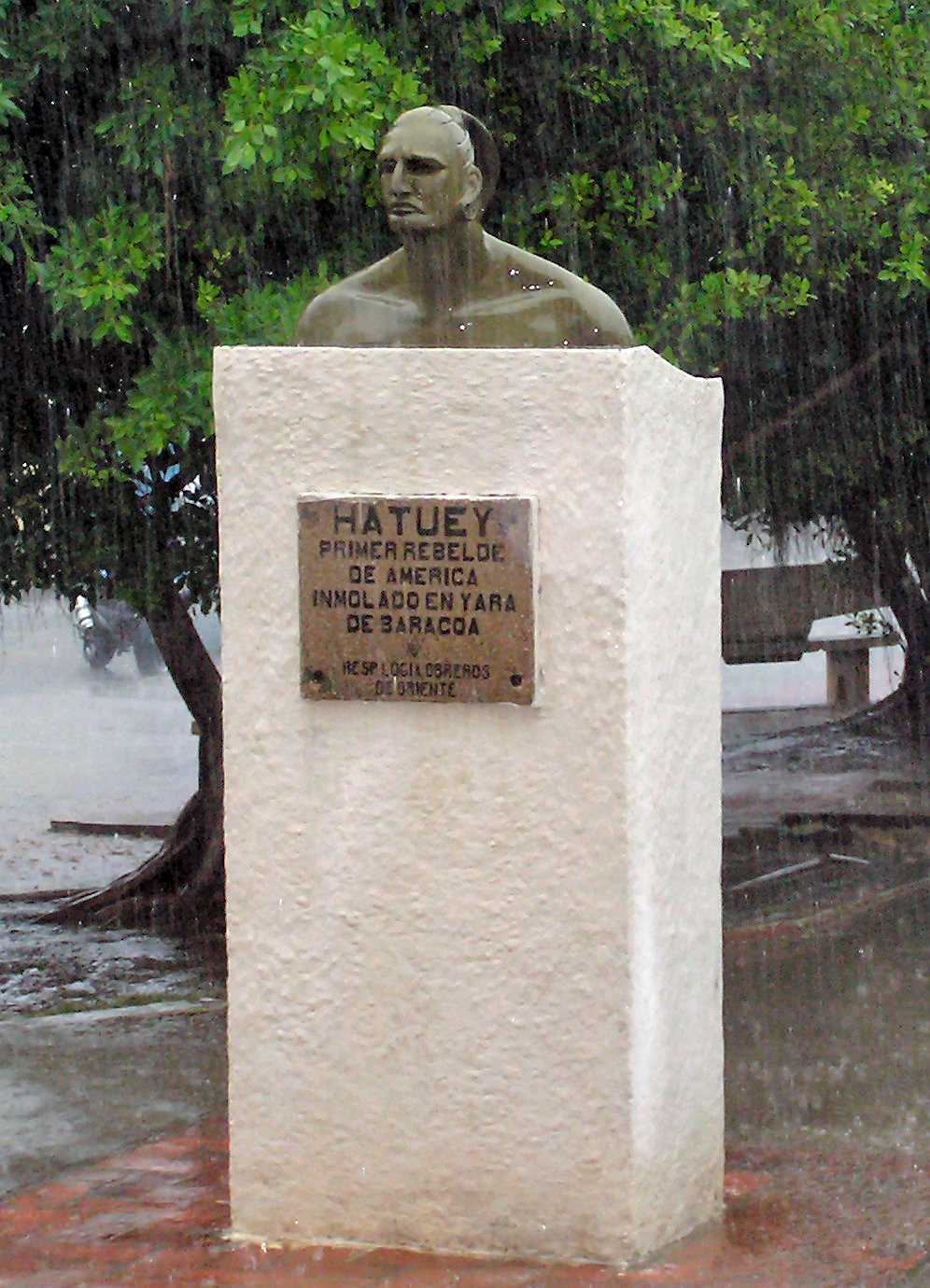
Pomník tainského náčelníka Hatueye, umučeného španělskými dobyvateli, Baracoa, (Kuba)

Taínové patřili do velké skupiny indiánských etnik, označovaných jako Aravakové. Jejich příbuzní dodnes obývají podstatnou část severní poloviny Jižní Ameriky, hlavně v dnešní Venezuele, Guyaně, severní Brazílii a některých oblastech Peru.
Předpokládá se, že na Antily se předkové Taínů začali přesouvat asi kolem 3. tisíciletí př. n. l. z území dnešní Venezuely, kde jejich předkové sídlili v deltě řeky Orinoco. Nejbližšími žijícími příbuznými Taínů jsou asi venezuelští Goachirové. Studie DNA zjistily, že zemědělci mluvící aravackými jazyky, předci Tainů, migrovali na karibské ostrovy před asi 2500 lety, ale na mnoha ostrovech se setkali se sběračskými kmeny, které oblast osídlily už před 6000 až 7000 lety, a tyto kmeny kulturně i geneticky nahradili.
Poté následovalo několik dalších vln osídlování této oblasti až do 10. století našeho letopočtu. Na Antilách se Taínové rozdělili do čtyř nebo pěti teritoriálních skupin. Byli to Ingeriové, Siguajové, vlastní Taínové, Subtaionové (snad spíše sociální než etnická skupina) a Lukajové (patrně samostatné etnikum). Obývali hlavně Hispaniolu, kde jejich populace čítala před rokem 1492 zhruba 300 000 obyvatel, dále Portoriko, Jamajku, odkud však byli ještě před příchodem Španělů vytlačeni bojovnými Kariby, a velkou část Kuby. Tam žilo před její kolonizací podle dnešních odhadů asi 200 000 obyvatel, z nichž Taínové tvořili pravděpodobně většinu. Kuba totiž byla před příchodem Taínů osídlena indiány, zvanými Siboneyové a Guanahatabeyové. Není známo, zda se jednalo o dvě etnika nebo jsou-li tyto názvy synonymní. Tito domorodci neznali zemědělství, byli to rybáři, sběrači a lovci, kteří byli postupně asimilováni Taíny. Jejich jazyk je znám jen zlomkovitě, zřejmě šlo o dialekt taínštiny, obsahující slova ze staršího substrátového jazyka neznámého původu. Podle některých antropologů mohli být spřízněni s floridskými Kalusy a Timukuy, nebo s etnickou skupinou Warao z Venezuely v ústí Orinoka, v jejichž jazyce jsou některá slova podobná siboneyským, např. siboneyské slovo pro zlato nozay je příbuzné waraoskému nasey: žlutý. Taínové Siboneye ještě před příchodem Španělů asimilovali nebo vytlačili do horských pralesů. Příslušníci etnika Lukajů, pokládaných někdy za jednu z taínských skupin, ale hovořící odlišným dialektem, obývali Bahamy.

## Způsob života

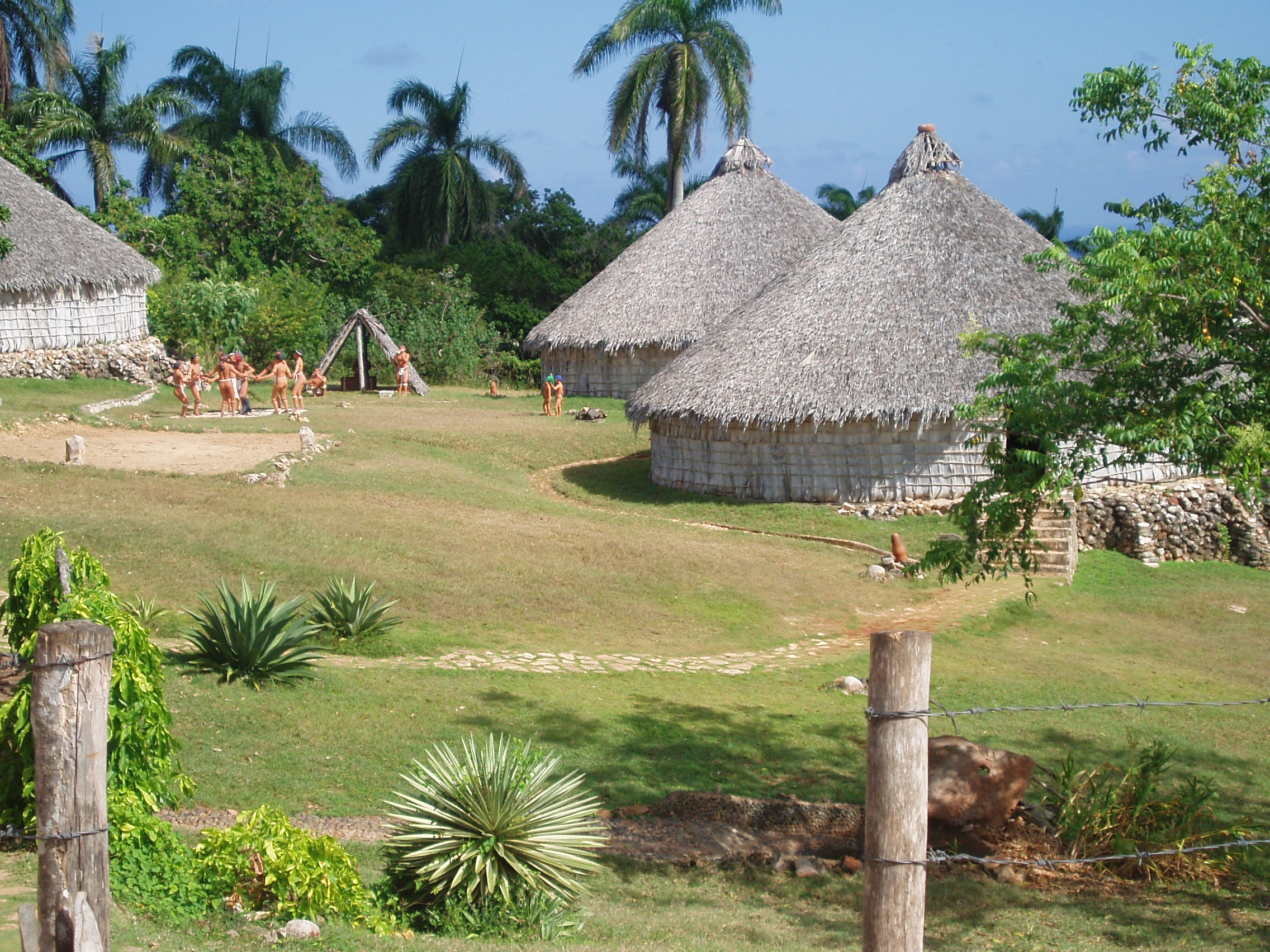
Rekonstrukce taínské vesnice na Kubě

Způsob života Taínů je poměrně málo známý, protože jejich kultura byla zničena dříve, než mohla být prozkoumána a popsána evropskými badateli. Živili se především zemědělstvím a rybolovem. Nejdůležitějším zdrojem potravy bylo pěstování manioku, který po sklízení strouhali, aby z něj odstranili jedovatou šťávu, pak sušili a ze vzniklé suroviny zvané tapioka pekli placky. Pěstovali také ananas, kukuřici, bavlnu a tabák. Věnovali se i sběru planě rostoucích plodů, např. kvajávy. K rybolovu používali luky, sítě i udice a na kánoích zvaných pirogy, dlabaných z kmenů stromů, se odvažovali daleko na moře a přeplouvali mezi jednotlivými ostrovy. Z moře získávali vedle ryb také měkkýše, z jejichž lastur vyráběly nástroje a ozdoby. Menší význam měl lov drobné zvěře, jako byli stromoví hlodavci hutie, hmyzožraví štětinatci, někteří ptáci, želvy nebo leguáni. Z domácích zvířat chovali psy, pižmovky, ale také ochočené papoušky, z jejíchž peří vyráběli čelenky. Obývali velké společné domy kruhového půdorysu kryté palmovými listy, kde spali v zavěšených hamakách. Vzhledem k tropickému klimatu se Taínové oblékali velmi málo a často chodili zcela nazí, zejména muži a svobodné dívky. Vdané ženy nosily krátkou bavlněnou nebo koženou sukénku. Rádi se zdobili květinami a péřovými čelenkami, v uších i dolním rtu nosili ozdoby z perleti a drahých kovů. Z uměleckých řemesel měla nejvyšší úroveň dřevořezba a výroba keramiky. Nástroje i zbraně vyráběly ze dřeva, z kamene a z mušlí. Z kovů dokázali zpracovávat pouze zlato.

## Společenský systém

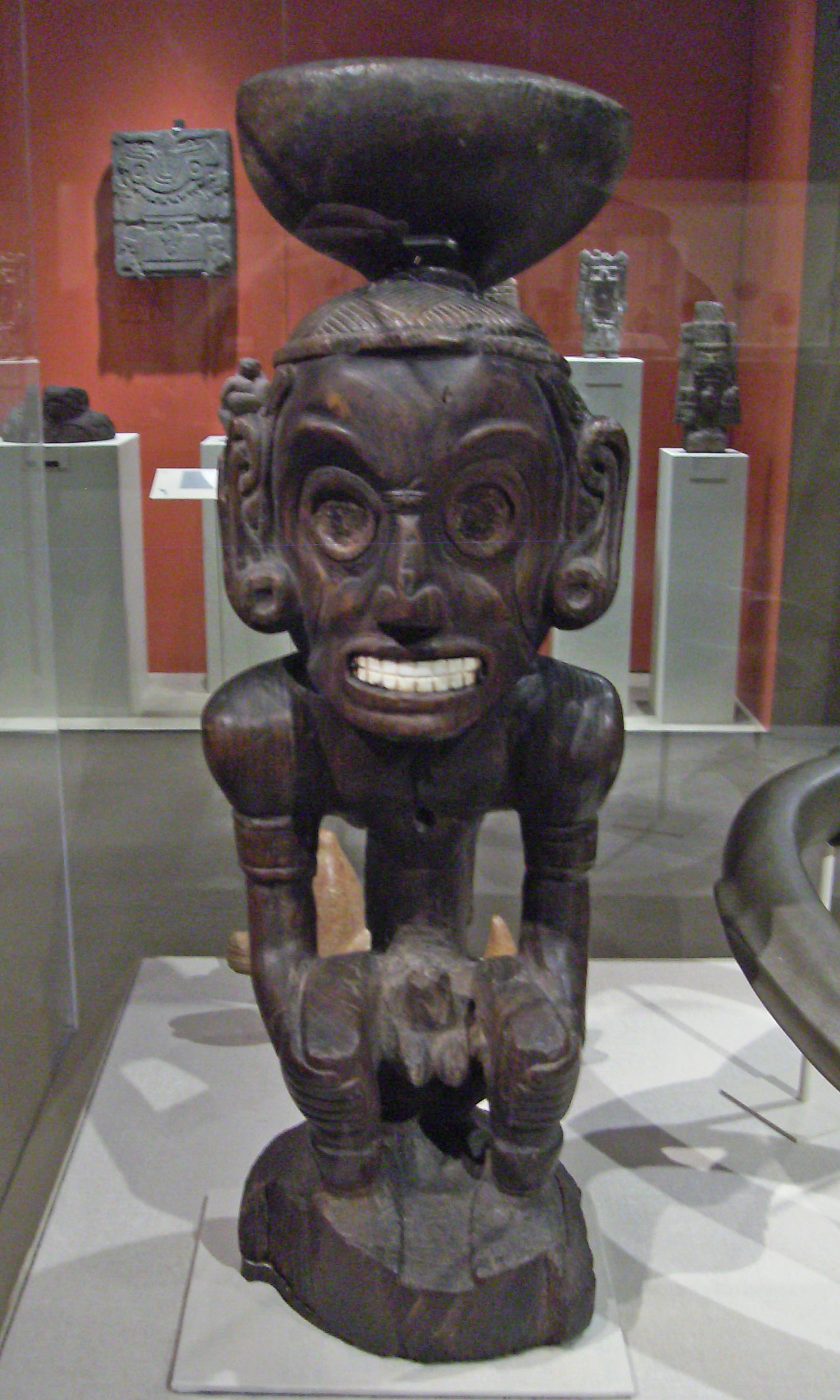
Soška zemí s miskou na drogy. Dominikánská republika, 15. století

Společnost Taínů byla matrilineární, následnictví přecházelo z děda (z matčiny strany) nebo strýce (matčina bratra) na vnuka či synovce. Ženy se proto těšily vysoké úctě a mohly zastávat i ty nejvyšší společenské funkce.
Území Taínů bylo rozděleno na enklávy, tvořící samostatné politické jednotky. Každou z nich ovládal náčelník casique, jímž mohl být muž nebo žena. Náčelníci se těšili četným výsadám měli značnou pravomoc. Nižším stupněm náčelníků byli nitainos, stařešinové jednotlivých vesnických komunit. Ve společnosti Taínů bylo známo i otroctví.
Taínové nebyli velkými válečníky, k bojům mezi jednotlivými náčelníky docházelo jen zřídka. Pokud k boji došlo, byl do značné míry ritualizován. Válečníci používali luky a šípy, ale také těžké kyje zvané makana. Nebyli schopni příliš účinně čelit nájezdům bojovníků sousedních Karibů z Malých Antil, kteří v 15. stol. vytlačili Taíny z Jamajky.

## Náboženství
Původní náboženství Taínů bylo polyteistické. Uctívali duchy přírody, božstvo slunce a bohyni měsíce, která měla na starosti i růst kulturních plodin, ale také zemřelé předky, ztělesňované antropomorfními soškami zvanými zemí. Ty byly vyřezávané ze dřeva a zdobené perletí i drahými kovy. Většinou měřily 60–75 cm. Na hlavě často mívaly misku, z níž kněží při obřadu šňupali halucinogenní drogy. Kněží Taínů se dělili na medicinmany behiquesi, kteří se věnovali věštění i léčení, a obřadníky naboros, jež opatrovali sošky zemí.
Při obětních rituálech cohoba Taínové kouřili tabák a užívali halucinogenní drogu cohoba, což mohl být durman nebo semena stromu yopo. Seděli přitom na vyřezávaných stoličkách dujo, tvarovaných do podoby želvy nebo jiného zvířete. Slovo tabák pochází z jazyka Taínů, původně vsak znamenalo dýmku, nikoli rostlinu.
Taínové hráli rituální míčovou hru batey, podobnou aztéckému tlachtli, při níž se snažili prohodit míč, odrážený pomocí loktů, přes vertikálně umístěný kamenný kruh. Není však známo, zda praktikovali lidské oběti.
Taínové neznali písmo, ale používali určité symboly, připomínající piktogramy, které tesali do kamenů. Patrně souvisely s náboženstvím. V orální tradici byly známy epické a ceremoniální písně areítos, doprovázené tancem a hudbou. Z hudebních nástrojů znali bubny a flétny.

## Kontakty s Evropany a vyhubení
Po příchodu Španělů do karibské oblasti byli Taínové během několika desítek let takřka vyhubeni. Stalo se tak v důsledku válek a fyzické likvidace (často za pomoci bojových psů), otrocké práce v dolech a na plantážích, a především nových nemocí zavlečených Evropany (např. spalničky, neštovice), proti kterým chyběla domorodcům imunita. Na Haiti byli vyhubeni do roku 1533, na Kubě byli vyhubeni nebo asimilováni do počátku 17. století a jejich jazyk zanikl. Pouze ve vnitrozemí Kuby, nedaleko města Baracoy, se udrželo několik vesnic, obývaných potomky Taínů, jedná se o zamby, míšence původních obyvatel s černochy. Jejich počet dosahuje asi 200 osob a žijí v maximální izolaci od okolního obyvatelstva.

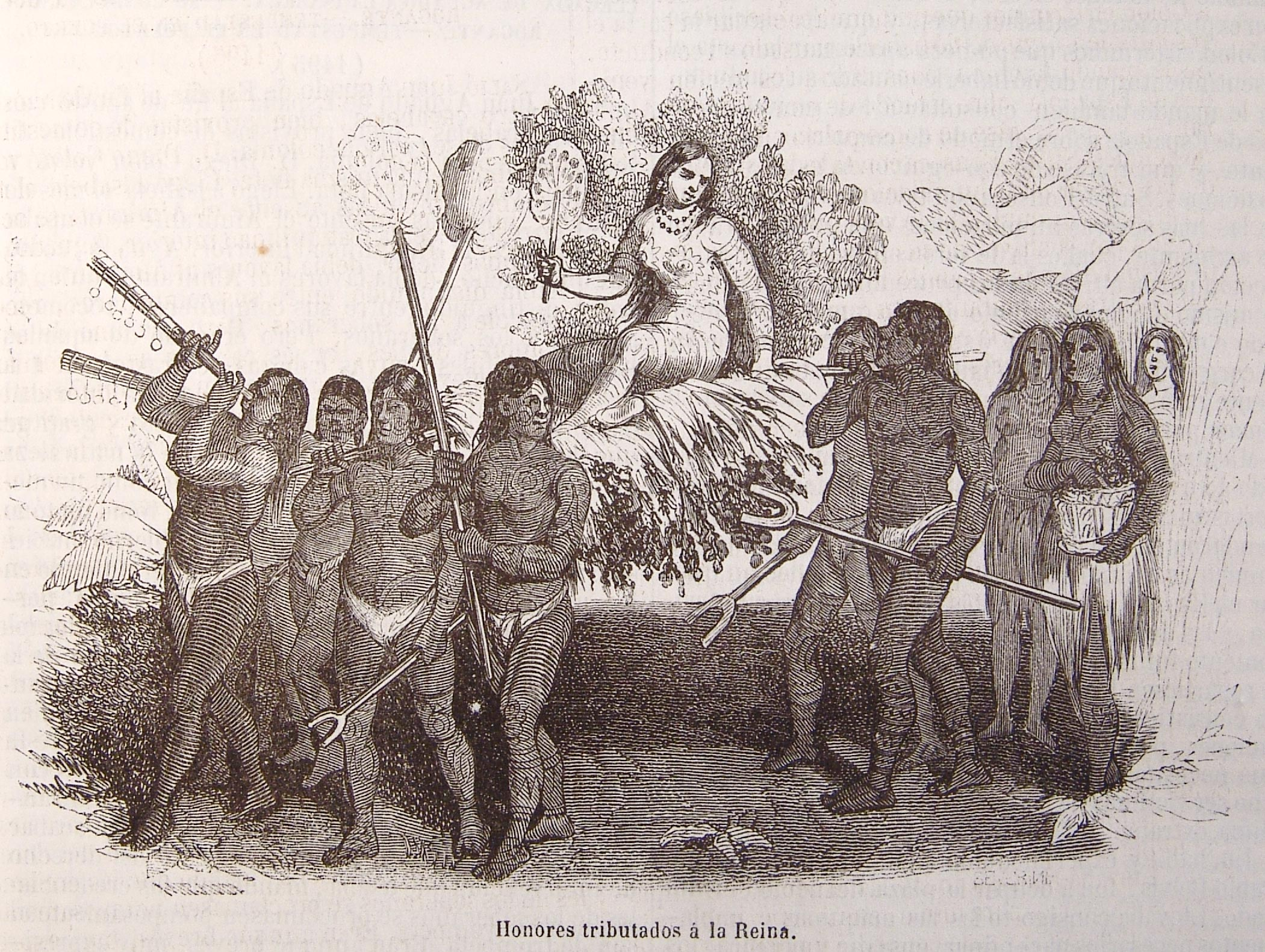
Anacaona na rytině z 19. století

Tragický osud Taínů za španělské conquisty výstižně charakterizují životní příběhy dvou významných osobností této doby. Mezi nejznámější náčelníky Taínů patřila vládkyně území Xaragua v okolí dnešního Santo Dominga jménem Anacaona („Zlatý květ“). Byla to mladá žena, která nebojácně vyjednávala s prvními španělskými dobyvateli. Roku 1501 byla lstí zajata conquistadorem Nicolasem de Ovandou a poté, co s ním odmítla mít sexuální styk, ji Ovandovi vojáci znásilnili a oběsili.
Slavným válečným vůdcem Taínů byl náčelník Hatuey, jenž se vyznamenal statečným bojem proti španělským dobyvatelům na Hispaniole. Když byl z ostrova dobyvateli vyhnán, uchýlil se na Kubu. Pochopil, že dobyvatelé nejvíce touží po zlatě a nařídil proto svým lidem všechny zlaté předměty zničit. Od roku 1511 válčil proti Španělům i na Kubě. Nakonec byl zajat Španěly pod záminkou vyjednávání. V únoru 1512 jej španělští vojáci v místech dnešního kubánského města Yara přivázali ke stromu a umučili ohněm k smrti. Jeho krutou smrt popsal španělský humanista Bartolomé de las Casas jako jeden z příkladů nelidského chování dobyvatelů vůči indiánům.